# Something or Nothing
Something or Nothing è un singolo del gruppo musicale britannico Uriah Heep, pubblicato nel settembre del 1974 come primo estratto dall'album Wonderworld.
È stata scritta da Ken Hensley, Mick Box e Gary Thain.

## Formazione
- David Byron – voce
- Mick Box – chitarra
- Ken Hensley – tastiera
- Gary Thain – basso
- Lee Kerslake – batteria